# Gauliga Südhannover-Braunschweig
Die Gauliga Südhannover-Braunschweig war in der Endphase des Zweiten Weltkrieges eine der höchsten Spielklassen im deutschen Fußball in der Zeit des Nationalsozialismus.

## Geschichte
Die Liga entstand 1942 nach der Auflösung des Sportbereiches Niedersachsen, an dessen Stelle drei gebietsmäßig kleinere Einheiten traten, nun wieder Gaue genannt. Infolgedessen wurde die Gauliga Niedersachsen (korrekt: Bereichsliga) zunächst in eine Gauliga Weser-Ems sowie die hier behandelte aufgeteilt. In Südhannover-Braunschweig spielten zehn Mannschaften um den Meistertitel, der die Teilnahme an der Deutschen Meisterschaft garantierte. Als 1943 zusätzlich die Gauliga Osthannover geschaffen wurde, wechselte der Vizemeister der Liga, der WSV Celle, in die neu gegründete Liga. 1944 begann die Saison in noch kleinere Gruppen zersplittert, musste aber kriegsbedingt – je nach Gruppe zu unterschiedlichen Zeitpunkten – abgebrochen werden.

## Gaumeister 1942–1945
| Saison  | Gaumeister Südhannover-Braunschweig | Abschneiden deutsche Meisterschaft | Deutscher Meister         |
| ------- | ----------------------------------- | ---------------------------------- | ------------------------- |
| 1942/43 | Eintracht Braunschweig              | Achtelfinale                       | Dresdner SC               |
| 1943/44 | Eintracht Braunschweig              | 1. Runde                           | Dresdner SC               |
| 1944/45 | kriegsbedingt abgebrochen           | kriegsbedingt abgebrochen          | kriegsbedingt abgebrochen |

## Ewige Tabelle
Berücksichtigt sind alle Spiele der Gauliga Südhannover-Braunschweig zwischen den Spielzeiten 1942/43 und 1943/44. Die abgebrochene Spielzeit 1944/45 ist nicht berücksichtigt. Die Tabelle richtet sich nach der damals üblichen Zweipunkteregel.
| Pl. | Verein                             | Jahre | Sp. | S  | U | N  | T+  | T-  | Diff. | Punkte | Ø-Pkt. | Titel | Spielzeiten nach Kalenderjahren |
| --- | ---------------------------------- | ----- | --- | -- | - | -- | --- | --- | ----- | ------ | ------ | ----- | ------------------------------- |
| 1.  | Eintracht Braunschweig             | 2     | 36  | 33 | 2 | 1  | 246 | 37  | +209  | 68:40  | 1,89   | 2     | 1942–44                         |
| 2.  | SV Arminia Hannover                | 2     | 35  | 21 | 1 | 13 | 123 | 69  | +54   | 43:27  | 1,23   | -     | 1942–44                         |
| 3.  | Hannover 96                        | 2     | 35  | 13 | 7 | 15 | 86  | 92  | −6    | 33:37  | 0,94   | -     | 1942–44                         |
| 4.  | VfB Braunschweig                   | 1     | 16  | 13 | 0 | 3  | 72  | 44  | +28   | 26:60  | 1,63   | -     | 1943/44                         |
| 5.  | WSV Celle                          | 1     | 18  | 13 | 0 | 5  | 87  | 51  | +36   | 26:10  | 1,44   | -     | 1942/43                         |
| 6.  | SV Linden 07                       | 2     | 36  | 11 | 3 | 22 | 100 | 154 | −54   | 25:47  | 0,69   | -     | 1942–44                         |
| 7.  | LSV Wolfenbüttel                   | 2     | 32  | 11 | 2 | 19 | 64  | 119 | −55   | 24:40  | 0,75   | -     | 1942–44                         |
| 8.  | SVG Göttingen 07                   | 2     | 36  | 11 | 1 | 24 | 63  | 115 | −52   | 23:49  | 0,64   | -     | 1942–44                         |
| 9.  | SpVgg Hildesheim 07 A              | 1     | 18  | 11 | 0 | 7  | 54  | 56  | −2    | 22:14  | 1,22   | -     | 1942/43                         |
| 10. | RSG Eintracht Hannover             | 2     | 36  | 9  | 4 | 23 | 69  | 126 | −57   | 22:50  | 0,61   | -     | 1942–44                         |
| 11. | KSG RSV 1906/SpVgg 1907 Hildesheim | 1     | 17  | 9  | 1 | 7  | 52  | 41  | +11   | 19:15  | 1,12   | -     | 1943/44                         |
| 12. | SpVgg 1897 Hannover                | 1     | 18  | 6  | 2 | 10 | 51  | 78  | −27   | 14:22  | 0,78   | -     | 1943/44                         |
| 13. | 1. SC Göttingen 05                 | 1     | 17  | 2  | 1 | 14 | 28  | 113 | −85   | 5:29   | 0,29   | -     | 1942/43                         |